# Strzępiak palczastozarodnikowy

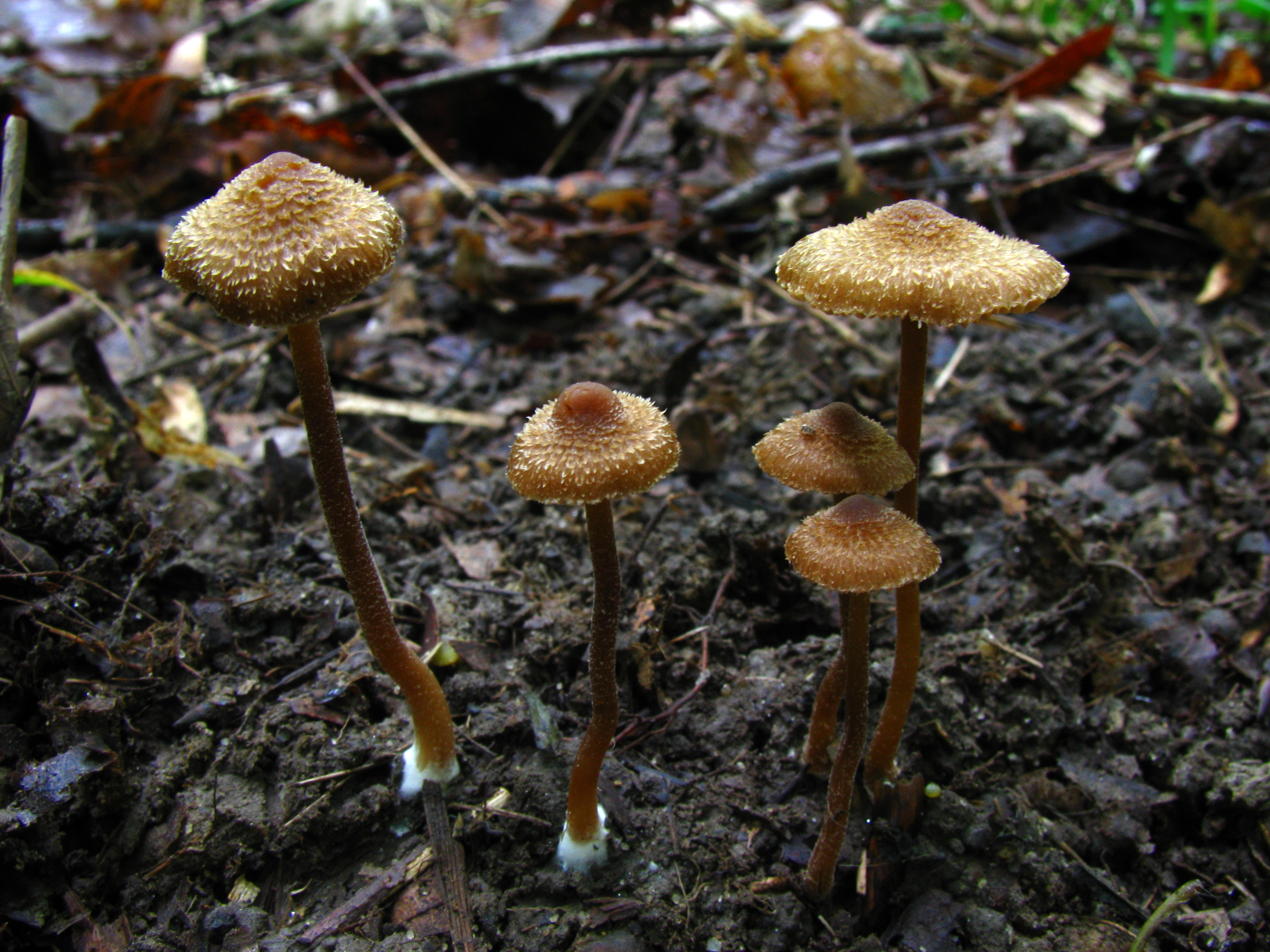

Strzępiak palczastozarodnikowy, strzępiak palczasty (Inocybe calospora Quél.) – gatunek grzybów należący do rodziny strzępiakowatych (Inocybaceae).

## Systematyka i nazewnictwo
Pozycja w klasyfikacji według Index Fungorum: Inocybe, Inocybaceae, Agaricales, Agaricomycetidae, Agaricomycetes, Agaricomycotina, Basidiomycota, Fungi.
Synonimy:

- Astrosporina calospora (Quél.) E. Horak 1981
- Astrosporina  gaillardii (Gillet) Rea 1922
- Astrosporina  calosporus (Quél.) Fayod 1889
- Astrosporina calospora f. minor Kobayasi 1952
- Astrosporina  calospora f. pectinata Guinb. 1980
- Astrosporina  calospora var. gaillardii (Gillet) R. Heim 1931
- Astrosporina  calospora var. odorata Gminder 1998
- Astrosporina  gaillardii Gillet 1883
- Astrosporina  calospora (Quél.) Zerova 1974
- Astrosporina  calospora (Quél.) Zerov 1979

Nazwę polską strzępiak palczasty podał Andrzej Nespiak w 1990 r., Władysław Wojewoda w 2003 r. zaproponował nazwę strzepiak palczastozarodnikowy.

## Morfologia
Kapelusz
Średnica do 3 cm, początkowo stożkowato-dzwonkowaty, potem rozpłaszczający się, z małym garbkiem o kształcie brodawki. Brzeg filcowaty, początkowo wyraźnie podgięty, potem wyprostowujący się, nieznacznie pogięty. Powierzchnia sucha, na środku drobno łuseczkowata, ku brzegom włóknisto-kosmkowata. Pomiędzy włókienkami prześwituje biały miąższ. Barwa od rdzawej do rdzawobrązowej, kosmki szaro połyskujące.
Blaszki
Dość grube, z blaszeczkami, wolne lub zatokowato wycięte. Początkowo jasnopłowe, potem ciemniejsze, u starych okazów brudnobrązowe. Ostrza białawo orzęsione.
Trzon
Wysokość zwykle 2–4 cm, rzadko do 6 cm, grubość 0,1–0,3 cm, walcowaty, wygięty, prawie tej samej barwy co kapelusz, z czerwonawym odcieniem, lekko błyszczący. Na szczycie nieco oszroniony, przy podstawie gładki i niemal biały.
Miąższ
W kapeluszu cienki, białawy, w trzonie włóknisty, rdzawobrązowy. Zapach pylisty, nieprzyjemny. Smak nieco kwaskowaty.
Cechy mikroskopowe
Zarodniki mniej więcej kuliste z licznymi, palczastymi wyrostkami o długości 20–40 µm. Wraz z wyrostkami mają wymiary 21–14(-18) × 10–15 µm. Podstawki o wymiarach 27–30 × 8–10 µm, z dwoma sterygmami. Cheilocysty i pleurocysty 35–40(-54) × 10–13 µm, cienkościenne lub tylko miejscami zgrubiałe, z kryształkami lub bez na szczycie.

## Występowanie i siedlisko
Strzępiak palczastozarodnikowy występuje na północnej półkuli. Podano jego stanowiska w Ameryce Północnej i Środkowej, Europie oraz w Korei i Japonii. Najdalej na północy występuje w Islandii. W piśmiennictwie naukowym na terenie Polski do 2003 r. podano co najmniej 6 stanowisk. Znajduje się na Czerwonej liście roślin i grzybów Polski. Ma status V – gatunek, który zapewne w przyszłości przesunie się do kategorii wymierających, jeśli nadal działać będą czynniki zagrożenia.
Grzyb mikoryzowy. Występuje na ziemi w lasach liściastych. Owocniki zazwyczaj od czerwca do września.

## Gatunki podobne
Jest kilka podobnych strzępiaków. Pewna jest identyfikacja na podstawie zarodników; u strzępiaka palczastozarodnikowego są one charakterystycznie urzeźbione.